# Acid octanoic
Acidul octanoic (de asemenea cunoscut și ca acid caprilic) este un acid carboxilic, un acid gras cu opt atomi de carbon saturați. Compușii săi sunt găsiți în natură în laptele provenit de la diferite mamifere, și sunt constituenți minori în uleiul de cocos.  Este un lichid uleios greu solubil în apă, cu miros și gust rânced.  
Alți doi acizi au denumiri asemănătoare: acidul caproic (C6) și acidul capric (C10). Împreună cu cel caprilic, acești acizi reprezintă cam 15% din grăsimea din laptele de capră.